# آرغرية واليشية
آرغرية واليشية (الاسم العلمي: Argyreia wallichii) هو نوع من النباتات يتبع جنس الآرغرية من الفصيلة ال	محمودية.